# Playz
Playz (pronunciat "pleis") és una plataforma digital de Radiotelevisión Española (RTVE) amb continguts en obert i adreçat al jovent. Va ser llançada el 30 d'octubre de 2017, tot i que la sèrie digital Si fueras tú, estrenada gairebé dos mesos abans, és el primer contingut produït per aquest espai. La plataforma es troba continguda dins de la pàgina web de RTVE.
La plataforma oferta contingut dirigit principalment a una audiència jove, entre 15 a 35 anys. Constitueix una alternativa per a aquest sector de la població, amb una audiència en la televisió tradicional decreixent. Entre els continguts que desenvolupa es troben sèries digitals de ficció com Mambo, Dorien, Inhibidos, Neverfilms, Colegas, Bajo la red, Boca Norte, Drama o Antes de perder; el programa sobre freestyle Réplica, el dedicat a la música urbana Mixtape, el programa de debat Gen Playz, l'espai d'humor Gente viva i els programes d'entreteniment Cam On, The Challengers, Nochevieja Playz o Campanadas Playz, entre d'altres.

## Continguts

### Ficció

#### 2017
| Sèrie        | Inici                  | Final                  | Temporades | Episodis    |
| ------------ | ---------------------- | ---------------------- | ---------- | ----------- |
| Si fueras tú | 11 de setembre de 2017 | 30 d'octubre de 2017   | 1          | 8 episodis  |
| Dorien       | 30 d'octubre de 2017   | 6 de febrer de 2018    | 1          | 5 episodis  |
| Colegas      | 30 d'octubre de 2017   | 13 de març de 2018     | 1          | 6 episodis  |
| Mambo        | 30 d'octubre de 2017   | 6 de novembre de 2018  | 2          | 11 episodis |
| Inhibidos    | 8 de novembre de 2017  | 26 de desembre de 2017 | 1          | 7 episodis  |

#### 2018
| Sèrie         | Inici                  | Final                  | Temporades | Episodis    |
| ------------- | ---------------------- | ---------------------- | ---------- | ----------- |
| Neverfilms    | 31 de gener de 2018    | 5 d'abril de 2018      | 1          | 20 episodis |
| El punto frío | 19 d'abril de 2018     | 7 de maig de 2018      | 1          | 6 episodis  |
| Cupido        | 16 de maig de 2018     | 20 de juny de 2018     | 1          | 6 episodis  |
| Limbo         | 26 de juny de 2018     | 19 de juliol de 2018   | 1          | 8 episodis  |
| Bajo la red   | 12 de setembre de 2018 |                        | 2          | 13 episodis |
| Wake Up       | 8 de novembre de 2018  | 12 de desembre de 2018 | 1          | 6 episodis  |
| Abducidos     | 12 de desembre de 2018 | 12 de desembre de 2018 | 1          | 6 episodis  |

#### 2019
| Sèrie           | Inici               | Final   | Temporades | Episodis   |
| --------------- | ------------------- | ------- | ---------- | ---------- |
| Boca Norte      | 23 de gener de 2019 | present | 1          | 6 episodis |
| Antes de Perder | 7 de març de 2019   | present | 1          | 7 episodis |

#### 2020
| Sèrie | Inici               | Final                | Temporades | Episodis   |
| ----- | ------------------- | -------------------- | ---------- | ---------- |
| Drama | 4 de febrer de 2020 | 18 de febrer de 2020 | 1          | 6 episodis |
| Grasa | 12 de maig de 2020  | 16 de juny de 2020   | 1          | 6 episodis |

### Programes
- Nosotrxs somos
- GRL PWR
- Surfeando Sofás
- Playchez
- OT Visión
- The Challengers
- Gente viva
- Señoras Fetén
- Réplica
- Gen Playz
- Tintas

### Documentals
- Binario
- Generación Instantánea
- Mixtape

### Especials
- Campanades de cap d'any (2016 - present)
- Premios Goya (2018 - present)
- Amaia, Alfred y amigos (2018)
- Arenal Sound (2018)
- Nochevieja Playz (2018)
- El gran secuestro (2019)

## Recepció
Al setembre de 2017 es va presenta Si fueras tú al FesTVal de Vitoria i s'avançà que a l'octubre es presentaria Playz. El 30 d'octubre de 2017, a un esdeveniment a la Casa del Lector del Matadero de Madrid, es va presentar oficialment l'espai.
"Sèries de televisió amb un esperit més juvenil, contingut viral i programes curts que puguin ser consumits en píldores de 10 minuts a través de mòbil o tablet. TVE es modernitza, trucant a les portes dels més joves i d'aquells que no saben veure la televisió sense un mòbil a la mà" (Bluper)
"La idea darrera de cada sèrie i, sobretot, el concepte sobre el que gira aquesta plataforma anomenada Playz és summament interessant. La personalització i la interacció son elements claus per a identificar-se amb les històries i aquí se'n va un pas més enllà" (Urban tecno)
La primera temporada de Mambo, que ha tingut un gran èxit d'audiència, ha resultat finalista dels Premis Zapping de Televisió com a millor sèrie de l'any. A més a més, Si fueras tú ha estat escollida entre els millors drames digitals al Festival Internacional de Nova York.

## Premis
Els continguts de Playz han aconseguit fins al moment els següents premis:
- Medalla de plata al Festival Internacional de Cine i TV de Nova York per a Si fueras tú com a millor drama en suport digital.[12]
- Premis Ondas com a millor contingut d'emissió digital 2019 a Boca Norte.[13]
- Menció d'honor als Prix Italia 2019 en la categoria d'Entertainment Web per a Bajo la red.[14]
- Premi Lovie de Plata 2019 pel millor ús de stories a Una Nochevieja inolvidable.[15]
- Menció d'honor als Premis Webby 2019 pel millor ús de stories a Una Nochevieja inolvidable.[16]
- Globus d'Or al World Media Festival d'Hamburg 2019 a Bajo la red.[17]
- Premi Lovie d'Or 2020 pel millor contingut digital d'entreteniment a nivell europeu a Mixtape.[18]
- Premi Lovie de Bronze 2020 pel millor ús de vídeo social a El gran secuestro.[18]
- Globus de Plata al World Media Festival d'Hamburg 2020 a El gran secuestro.[19]